# Rémiz souris
Anthoscopus musculus
Espèce
Statut de conservation UICN

 LC  : Préoccupation mineure
La Rémiz souris (Anthoscopus musculus) est une espèce d'oiseaux de la famille des Remizidae. Avec 8 cm de longueur, c'est avec la Mésangette rayée l'un des deux plus petits oiseaux indigènes d'Afrique.

## Répartition
Cette espèce a une large répartition en Éthiopie, au Kenya, en Somalie, au Soudan du Sud, en Tanzanie et en Ouganda, avec une étendue globale estimée à 550 000 km2.

## Habitat
Son habitat naturel sont les savane sèches et les Fruticées subtropicales ou tropicales sèches.